# Општина Корни (Ботошани)
Корни (рум. Corni) општина је у Румунији у округу Ботошани.
Oпштина се налази на надморској висини од 247 m.